# Lucy Chaffer
Lucy Katherine Chaffer (ur. 19 października 1983 w Perth) – australijska skeletonistka, olimpijka.

## Kariera
Największy sukces w karierze osiągnęła 3 lutego 2012 roku w Whistler, gdzie zajęła drugie miejsce w zawodach Pucharu Świata. W zawodach tych rozdzieliła na podium Mellisę Hollingsworth z Kanady i Shelley Rudman z Wielkiej Brytanii. Było to jej jedyne podium zawodów tego cyklu. W 2014 roku wystartowała na igrzyskach olimpijskich w Soczi, zajmując siedemnastą pozycję. Zajęła też między innymi dziewiąte miejsce na mistrzostwach świata w Lake Placid w 2012 roku.